# Валя-Финтиней
Валя-Финтиней (рум. Valea Fântânei) — село у повіті Бузеу в Румунії. Входить до складу комуни Одейле.
Село розташоване на відстані 112 км на північ від Бухареста, 37 км на північний захід від Бузеу, 117 км на захід від Галаца, 76 км на схід від Брашова.

## Населення
За даними перепису населення 2002 року у селі проживали 242 особи, усі — румуни. Усі жителі села рідною мовою назвали румунську.